# Astragalus gryphus
Astragalus gryphus es una especie de planta del género Astragalus, de la familia de las leguminosas, orden Fabales.

## Distribución
Astragalus gryphus se distribuye por Argelia y Marruecos.

## Taxonomía
Fue descrita científicamente por Bunge.